# شركة تفيل
شركة تفيل للوقود (بالروسية: ТВЭЛ) هي شركة روسية لدورة الوقود النووي ومقرها في موسكو، وهي تعمل بشكل رئيسي في تعدين اليورانيوم وإنتاج الوقود النووي، وتنتمي شركة TVEL إلى شركة Atomenergoprom القابضة (وهي جزء من روس آتوم).
تقوم شركة تفيل بتزويد جمهورية التشيك وسلوفاكيا وبلغاريا والمجر وأوكرانيا وأرمينيا وليتوانيا وفنلندا والصين والهند بالوقود النووي، في الوقت الحالي يوجد عالميا 73 مفاعلًا للطاقة (أي 17٪ من السوق العالمية من حيث العدد) و30 مفاعلًا بحثيًا تعمل حاليًا بوقود مصنوع من تفيل.[بحاجة لمصدر]
تعمل شركة تفيل على تطوير تجميع الوقود TVS-K للمفاعلات ذات التصميم الغربي، واعتبارًا من 2017 وقود TVS-K قيد الاستخدام التجريبي، وتأمل الشركة في أن تكون جاهزة لعرض الوقود تجاريا في عام 2021.
رئيس مجلس الإدارة هو ألكسندر لوكشين، والرئيس بالنيابة هو يوري ألينين.

## الشركات التابعة
إنتاج الوقود النووي 
- Mashinostroitelny Zavod Elektrostal
- مصنع نوفوسيبيرسك للمركزات الكيميائية
- مصنع Chepetsky الميكانيكي
- مصنع موسكو متعدد المعادن

أصول مختلفة 
- مجمع التحليل الكيميائي Angarsk
- مصنع زيلينوجورسك الكهروكيميائي
- مجمع الكيميائي السيبيري
- مصنع الأورال الكهروكيميائية

معاهد البحث ومكاتب التصميم 
- المعهد المركزي للتصميم والتكنولوجيا
- فينينيم (VNIINM)
- مركز نوفورالسك للعلوم والتصميم
- OKB-Nizhny Novgorod
- Centrotech-SPb
- Uralpribor

## روابط خارجية
- الموقع الرسمي